# Chainsaw Kittens
Chainsaw Kittens var ett amerikanskt alternativt rockband från Norman, Oklahoma. Bandets musikstil kan beskrivas som en hybrid mellan pop, punk, new wave, och glamrock. Chainsaw Kittens var aktiva från 1989 till 2000. Trots flera ändringar i bandet har sångaren tillika låtskrivaren Tyson Meade alltid varit kärnan i bandet. 
Trots att deras andra studioalbum Flipped Out in Singapore från 1992 var producerad av Butch Vig (Nirvana, The Smashing Pumpkins, Garbage) uteblev framgångarna för bandet, mycket på grund av ett tydligt ointresse från större skivbolag, och bandet upplöstes år 2000. 
Chainsaw Kittens turnerade flitigt i USA 1992 med bland andra The Smashing Pumpkins, men har även turnerat med Jane's Addiction och Iggy Pop. Albumen Flipped Out in Singapore och Pop Heiress räknas som bandets mest framgångsrika och låtarna "High in High Scool" från Flipped Out in Singapore" samt "Pop Heiress Dies" från Pop Heiress fick stora framgångar i amerikanska college-radiostationer. 
Gruppen släppte ett album och en EP på Scratchie Records, ett oberoende litet skivbolag som vid tiden ägdes av bland andra James Iha och D'Arcy från The Smashing Pumpkins samt Kerry Brown från Catherine och Adam Schlesinger från Fountains of Wayne och Ivy.
Meade, bandets sångare under alla år, bor numera[när?] i Shanghai där han är undervisar i engelska. I april 2008 gjorde bandet dock en tillfällig återförening i hemstaden Norman, Oklahoma, som var det första framträdande sedan år 2000.

## Bandmedlemmar
- Tyson Meade – sång, gitarr
- Mark Metzger – gitarr
- Kevin Mcelhaney – basgitarr
- Ted Leader – trummor
- Trent Bell – gitarr
- Clint McBay – basgitarr
- Aaron Preston – trummor
- Matt Johnson – basgitarr
- Eric Harmon – trummor
- Eric Edward B. – trummor

## Diskografi
Studioalbum
- 1990 – Violent Religion
- 1992 – Flipped Out in Singapore
- 1993 – Angel on the Range
- 1994 – Pop Heiress
- 1996 – Chainsaw Kittens
- 2000 – The All American

EP
- 1992 – High in High School
- 1995 – Candy for You